# Metaphilosophy
Метафилосо́фия (англ. Metaphilosophy) — американский рецензируемый научный журнал по проблеме самоопределения философии (в первом номере журнала понятие «метафилософия» определялось как «исследование природы философии с центральной целью достижения удовлетворительного объяснения отсутствия неоспоримых философских претензий и аргументов»).
Журнал создан в 1970 г. Терреллом Бинумом и Ричардом Ризом и издается John Wiley & Sons, главным редактором является Армен Т. Марсубиан (Университет Южного Коннектикута).

## Реферирование и индексирование
Журнал реферируется и индексируется PhilPapers и Philosopher’s Index.